# Фрейре, Франсиско
Франсиско Фрейре Кальдера (1839 — 30 июля 1900) — чилийский политический и государственный деятель, юрист.

## Биография
Родился в семье президента Чили Рамона Фрейре. Изучал право в Национальном институте и Чилийском университете, в декабре 1863 года получил диплом юриста.
Член Либеральной партии. В 1882—1885 годах работал заместителем мэра г. Ильяпель. В 1886 году был назначен мэром Сантьяго, в том же году ушёл в отставку, и занял пост министра иностранных дел и колонизации Чили (с 30 октября 1886 по 28 июня 1887 года). С 11 марта по 26 марта 1887 года был заместителем министра юстиции, народного просвещения и культов.
Позже также работал мэром Вальпараисо.